# 羽曳野市立埴生小学校
羽曳野市立埴生小学校（はびきのしりつ はにふ しょうがっこう）は、大阪府羽曳野市伊賀にあった公立小学校。

## 概要
羽曳野市の北西部、旧埴生村の北半分にあたる地域を校区としていた。2014年には進学先である羽曳野市立羽曳野中学校敷地内に移転したことで、小学校と中学校が同居する形となった。
1874年に周辺の小学校が分離統合され、第百三十一番小学校として開校した。義務教育学校への移行に伴い2018年に閉校し、新たに羽曳野市立はびきの埴生学園が開校した。

## 沿革
1874年、郡戸村に設置されていた第二十一番小学校と島泉村に設置されていた第二十八番小学校からの分離統合により、伊賀村の長泉寺に第百三十一番小学校が開校した。当初は、伊賀村、野々上村、埴生野新田、南宮村を校区としていた。翌年には伊賀小学校と改称された。
開校初期の頃は学校体制の変更が度々行われていた。1883年に向野分校が設置された。この分校は、1885年に中等科を郡戸小学校に移設した際に改めて伊賀小学校の分教場としたのち、1887年に廃止された。このときに伊賀小学校は伊賀尋常小学校となり、同時に南宮村の校区を島泉尋常小学校へ変更している。1888年には郡戸尋常小学校に合併し、伊賀尋常小学校は伊賀簡易小学校へ改編されたが、翌年には埴生尋常小学校として再度独立した。
20世紀前半になると学校変遷は一段落した。一時期、個人宅を借用のうえ裁縫科を設置していた。1941年には国民学校令により埴生国民学校となった。
1947年の学制改革により埴生村立小学校となった。その後の町村合併や市制移行に伴い、1956年には南大阪町立埴生小学校、1959年には羽曳野市立埴生小学校と改称された。
学制改革以降は、分校の設置や廃止、小学校の分離新設が相次いで行われた。1947年の埴生村立小学校発足と同時に悲田院分校が設置されたが、1954年に廃止された。1957年には大阪府立結核療養所羽曳野病院に分校が設置されたのち、1973年に大阪府立富田林養護学校へ移管され、分教室となった。児童数増加に伴い、1979年に羽曳野市立埴生南小学校を分離した。
2014年に学校所在地を移転し、羽曳野市立羽曳野中学校に併設する形となった。その後、移転前の敷地（大阪府羽曳野市伊賀5丁目6-37）には羽曳野市立中央スポーツ公園が整備されている。2018年には羽曳野中学校とともに義務教育学校である羽曳野市立はびきの埴生学園へと移行した。

### 年表
- 1874年5月21日 - 第二十一番小学校と第二十八番小学校から分離し、第百三十一番小学校として開校。
- 1875年5月 - 伊賀小学校へ改称。
- 1883年1月 - 向野分校を設置。
- 1885年7月13日 - 中等科を郡戸小学校に合併。向野分校を向野分教場とする。
- 1887年4月 - 伊賀尋常小学校が発足。向野分教場を廃止。
- 1888年4月16日 - 伊賀尋常小学校を郡戸尋常小学校に合併し、伊賀簡易小学校を設置。
- 1889年4月1日 - 伊賀簡易小学校を廃止し、埴生尋常小学校として独立。
- 1901年6月1日 - 裁縫科の授業を開始。
- 1941年4月1日 - 国民学校令により、埴生国民学校が発足。
- 1947年4月1日 - 学制改革により、埴生村立小学校が発足。悲田院分校を設置。
- 1954年6月30日 - 悲田院分校を廃止。
- 1956年9月30日 - 町村合併により、南大阪町立埴生小学校と改称。
- 1957年10月1日 - 大阪府立結核療養所羽曳野病院分校を設置。
- 1959年1月15日 - 市制移行により、羽曳野市立埴生小学校と改称。
- 1973年3月31日 - 羽曳野病院分校を廃止。大阪府立富田林養護学校分教室となる。
- 1979年4月1日 - 羽曳野市立埴生南小学校を分離。
- 2014年4月1日 - 羽曳野市立羽曳野中学校敷地内へ移転。
- 2018年 - 閉校。羽曳野市立はびきの埴生学園へ移行。

出典が示されている箇所以外は学校沿革を参照。

## 通学区域
- 羽曳野市 野々上1丁目・2丁目・5丁目、伊賀1丁目・2丁目・5丁目・6丁目、向野1丁目 - 3丁目、向野（一部）、樫山（一部）。

卒業生は羽曳野市立羽曳野中学校に進学していた。

## 交通
- 近鉄南大阪線 高鷲駅 南へ約1.4km。